# Приобське міське поселення
Прио́бське міське поселення (рос. Приобское городское поселение) — міське поселення у складі Октябрського району Ханти-Мансійського автономного округу Тюменської області Росії.
Адміністративний центр та єдиний населений пункт — селище міського типу Приоб'є.
Населення сільського поселення становить 6783 особи (2017; 7215 у 2010, 7140 у 2002).